# Austrarchaea wallacei
Espèce
Austrarchaea wallacei est une espèce d'araignées aranéomorphes de la famille des Archaeidae.

## Distribution
Cette espèce est endémique du Queensland en Australie. Elle se rencontre sur le mont Misery.

## Description
Le mâle holotype mesure 3,28 mm.

## Étymologie
Cette espèce est nommée en l'honneur de Douglas William Wallace (1923–2012).

## Publication originale
- Rix & Harvey, 2012 : Australian Assassins, Part III: A review of the Assassin Spiders (Araneae, Archaeidae) of tropical north-eastern Queensland. ZooKeys, no 218, p. 1-55 (texte intégral).